# Tuncay Soyak
Tuncay Soyak (* 3. Februar 1959 in Ankara) ist ein ehemaliger türkischer Fußballspieler und -trainer. Durch seine langjährige Tätigkeit für Trabzonspor wird er stark mit diesem Verein assoziiert und auf Fan- und Vereinsseite als einer der bedeutendsten Spieler der Klubgeschichte aufgefasst. Er war an vier von insgesamt sechs Meisterschaften des Vereins beteiligt. Auch bei Galatasaray Istanbul schrieb er sich in die Vereinsannalen ein. Er war Teil der Mannschaft, die nach vierzehnjährigem Warten in der Saison 1986/87 wieder die türkische Meisterschaft gewinnen konnte. Zu seiner aktiven Spielerzeit sah er wegen seiner aggressiven und aufbrausenden Art mehrere gelbe und rote Karten und wurde deswegen als Deli Tuncay (dt.: Tuncay der Verrückte) bezeichnet.

## Spielerkarriere

### Vereine
Soyak kam 1959 als Sohn einer aus der nordosttürkischen Kleinstadt Sürmene stammenden Familie in der türkischen Hauptstadt Ankara auf die Welt. Hier begann er als Dreizehnjähriger mit dem Vereinsfußball in der Jugend des Vereins Ankara Tekelspor. 1975 nahm er an einem Nachwuchsauswahlturnier des Traditionsvereins MKE Ankaragücü teil und war unter den gedrafteten Spielern. Für die Jugend- bzw. Reservemannschaft der Hauptstädter spielte er die nächsten drei Jahre lang.
In der ersten Hälfte der 1970er Jahre war der Verein Soyaks Heimatprovinz Trabzon, Trabzonspor, in die 1. Lig aufgestiegen und wurde in der Saison 1. Lig 1975/76 völlig überraschend als erste anatolische Mannschaft türkischer Meister. Bis zu dieser Saison entschieden die drei großen Istanbuler Vereine Beşiktaş, Fenerbahçe und Galatasaray die Meisterschaft der Süper Lig unter sich. Zwar verfehlte mit Eskişehirspor bereits ein anderer anatolischer Verein dreimal knapp die Meisterschaft, jedoch blieb der Bann bestehen. Erst mit Trabzonspors Meisterschaft wurde er gelöst. Nach dieser Meisterschaft dominierte der Verein auch die nächste Saison die Liga und sammelte neben der Meisterschaft mit dem Gewinn des Türkischen Fußballpokals und des Supercups zudem alle übrigen Pokale im damaligen türkischen Fußball. Erst in der Spielzeit 1977/78 vergab die Mannschaft mit einem Punkt Unterschied die Meisterschaft an Fenerbahçe, konnte aber die beiden übrigen Pokale holen. Nach dieser verpassten Meisterschaft wurde eine kleine Revision im Kader durchgeführt und für die abgegebenen Spieler neue verpflichtet. Da der Verein seine bisherigen Erfolge fast ausschließlich mit Spielern der eigenen Region erreicht hatte, wurde erneut versucht, überwiegend Spieler aus der näheren Umgebung zu verpflichten. So wurden die Vereinsfunktionäre auf Soyak aufmerksam und verpflichteten ihn 1978. Bei Trabzonspor spielte er vorerst für die Reservemannschaft. Nach Saisonbeginn wurde er vom Cheftrainer Özkan Sümer in den Profikader aufgenommen. Sein Profidebüt gab er in der Partie gegen Fenerbahçe. In dieser Partie spielte er in der Startformation und holte bei einem 0:1-Rückstand einen Elfmeter für seine Mannschaft heraus. Den Elfmeter verwandelte Soyaks Teamkollege Orhan Akyüz zum 1:1-Endstand. So sorgte Soyak bereits in seiner ersten Partie dafür, dass seine Mannschaft gegen den direkten Konkurrenten Fenerbahçe nicht verlor. Nach dieser Begegnung kam Soyak zu regelmäßigen Einsätzen und eroberte sich im Saisonverlauf einen Stammplatz. Seine Mannschaft gewann zum Saisonende die türkische Meisterschaft und den Präsidenten-Pokal, eine frühere Version des späteren türkischen Supercups. Soyak steuerte zu diesem Erfolg vier Tore und als Spielmacher etliche Vorlagen bei. Auch die nachfolgenden beiden Spielzeiten gelang es Soyak mit seiner Mannschaft die türkische Meisterschaft zu gewinnen. Dadurch gelang Trabzonspor nach Galatasaray Istanbul als zweiter Verein das Kunststück dreimal in Folge die türkische Meisterschaft zu gewinnen. Soyak war besonders in der Spielzeit 1980/81 maßgeblich an dem Titelgewinn beteiligt. In dieser Spielzeit erzielte er in 22 Ligaspielen elf Tore, war damit zusammen mit Sinan Ünal der erfolgreichste Torschütze seines Vereins und Vierter der Torschützenliste der 1. Lig. Nach dieser erfolgreichen Saison verletzte sich Soyak und spielte infolgedessen die nächsten zwei Spielzeiten nicht durchgängig. Seine Mannschaft verfehlte in diesen beiden Spielzeiten zweimal knapp die türkische Meisterschaft. Aus diesem Grund investierte der Klub im Sommer 1983 in neue Spieler und holte aufstrebenden Jungspieler wie Hasan Şengün, Hasan Vezir und Kemal Serdar. Soyak, der in der Zwischenzeit seine Verletzung vollständig auskuriert hatte und wieder voll einsatzbereit war, bildete mit den drei Stürmern İskender Günen, Şengün und Vezir ein erfolgreiches Offensivgespann. Mit den Verstärkungen erlebte Trabzonspor einen guten Start in die Spielzeit 1983/84. Im UEFA-Pokal traf die Mannschaft in der 1. Runde auf den italienischen Spitzenverein Inter Mailand. Das erste Spiel vor heimischer Kulisse entschied Trabzonspor mit 1:0 überraschend für sich und erzielte so den ersten Sieg gegen eine italienische Mannschaft. Das Tor erzielte Soyak durch einen ansehnlichen Fernschuss außerhalb des Strafraums. Dadurch wurde er zum Matchwinner und zu einem der Hauptakteure für einen der wichtigsten Erfolge der Vereinsgeschichte auf internationaler Ebene. Das Rückspiel wurde mit 0:2 unglücklich verloren, sodass der Verein bereits in der 1. Runde ausschied. In der nationalen Liga lieferte sich Trabzonspor mit Fenerbahçe Istanbul und Galatasaray Istanbul ein Kopf-an-Kopf-Rennen um die türkische Meisterschaft. Vor dem 26. Spieltag belegte Trabzonspor mit lediglich einem Punkt Vorsprung zu den beiden Kontrahenten den 1. Tabellenplatz. Bereits in der Samstagspartie dieses Spieltages unterlag Galatasaray mit 0:3 Orduspor und ermöglichte so Trabzonspor durch einen Auswärtssieg gegen den anderen direkten Konkurrenten Fenerbahçe eine erste Vorentscheidung Richtung Meisterschaft zu erreichen. In der hart umkämpften und mit 26.000 Zuschauern ausverkauften Partie lieferten sich beide Mannschaften ein packendes Spiel. Trabzonspor gewann das Spiel durch Tor von Şengün in der 89. Minute mit 1:0. Durch diesen Sieg machte der Verein einen wichtigen Schritt Richtung Meisterschaft. Die verbliebenen Spieltage behielt sie souverän den Punktevorsprung und erreichte die Sechste und vorerst letzte Meisterschaft der Vereinsgeschichte. Günen war mit seinen drei Saisontoren und etlichen Vorlagen maßgeblich an diesem Erfolg beteiligt. Mit seiner Mannschaft gewann Sokay in dieser Saison auch den Türkischen Fußballpokal und wurde damit das erste Mal in seiner Karriere auch türkischer Double-Sieger. Am Anfang dieser Spielzeit.
Die nachfolgenden zwei Spielzeiten blieb Soyak mit seiner Mannschaft hinter den Erwartungen zurück und konnte bis zum Sommer 1986, außer dem Premierminister-Pokal der Saison 1984/85, keinen Titel gewinnen. So wurde im Mannschaftskader eine Revision durchgeführt und beschlossen einige Spieler, u. a. Soyak, zum Verkauf ausgestellt. So wechselte Soyak im Sommer 1986 zum Istanbuler Spitzenklub Galatasaray. Zur Saison 1984/85 übernahm der ehemalige Bundestrainer Jupp Derwall bei diesem Klub das Traineramt. Mit diesem Trainer bezweckte die Vereinsführung einen radikalen Umbruch in der Mannschaft zu machen und über einen längeren Zeitraum ein Team zu formen, welches die erhoffte Meisterschaft gewinnen konnte. Die erste Saison unter Derwall belegte die Mannschaft einen enttäuschenden fünften Tabellenplatz, konnte aber den Türkischen Fußballpokal gewinnen. In der zweiten Saison unter Derwall zeigte der behutsame Mannschaftsaufbau Wirkung. So spielte das Team lange Zeit um die türkische Meisterschaft mit und verpasste sie erst am letzten Spieltag punktgleich, aber der schlechteren Tordifferenz wegen, an den Stadtrivalen Beşiktaş Istanbul. Soyak kam zum Mannschaftskader im Sommer 1986 hinzu. Bei Galatasaray nahm er am vorsaisonalen Vorbereitungscamp teil. In einer in München gespielten Vorbereitungsbegegnung brach sich Soyak das Bein und fiel die gesamte Hinrunde der Saison 1986/87 aus. Erst im Wintertrainingscamp begann er am Mannschaftstraining teilzunehmen. Sein erstes Pflichtspiel für Galatasaray absolvierte Soyak am 3. Januar 1986 in der Ligapartie gegen Diyarbakırspor. In dieser Begegnung wurde er in der 77. Minute für den Deutschtürken Erhan Önal eingewechselt. Im weiteren Saisonverlauf wurde Soyak von Derwall fünf weitere Mal eingewechselt. Die Spielzeit 1986/87 konnte der Verein nach vierzehnjährigem Warten die lang-erhoffte türkische Meisterschaft gewinnen.
Nach einer Saison bei Galatasaray wurde Soyak das Angebot gemacht, den Verein ohne Ablösesumme verlassen zu können. Soyak lehnte dieses Angebot ab und beharrte darauf bei Galatasaray bleiben zu wollen. Er wurde anschließend von Derwall nicht zum Vorbereitungscamp für die Saison 1987/88 mitgenommen. So stimmte er zu, den Verein verlassen zu wollen und wechselte wenig später zum Ligarivalen Gençlerbirliği Ankara. Bei diesem Klub Verein kam Soyak zu mehr Spieleinsätzen, ohne sich dabei richtig durchsetzen zu können. Nachdem Gençlerbirliği zum Saisonende der Klassenerhalt verfehlt wurde, verließ Soyak die Hauptstädter und heuerte beim Istanbuler Zweitligisten Zeytinburnuspor an. Mit Zeytinburnuspor feierte er die Meisterschaft der Zweitligasaison 1988/89 und erreichte so den Aufstieg in die 1. Lig. Nach dem Aufstieg kam Soyak nur zu vier Erstligaeinsätzen. In der zweiten Erstligasaison bei Zeytinburnuspor eroberte sich Soyak wieder einen Stammplatz und spielte in 24 von 30 möglichen Ligabegegnungen. Im Anschluss an diese Saison beendete er seine Karriere.

### Nationalmannschaft
Während seiner Zeit bei Trabzonspor wurde Soyak in den Kader der Türkische U-21-Nationalmannschaft nominiert und gab am 15. November 1978 gegen die Rumänische U-21-Nationalmannschaft sein U-21-Länderspieldebüt. 1979 spielte er zwei weitere Male für die U-21-Auswahl seines Landes.
1980 rückte er auch in den Fokus des Trainerstabs der türkischen Nationalmannschaft. So wurde er im Rahmen eines zum angesetzten 3. Oktober 1980 Testspiels gegen die Saudi-arabische Nationalmannschaft vom damaligen Nationaltrainer Sabri Kiraz das erste Mal in den Kader der türkischen Nationalmannschaft. Bei dieser Partie spielte Soyak von Beginn an und gab so sein A-Länderspieldebüt. Ihm gelang auch in der 2. Minute dieser Partie mit dem 1:0 sein erstes Länderspieltor. Nach dieser Partie gehörte er etwa ein Jahr lang zu den regelmäßig berufenen Nationalspielern. Anschließend kam er verletzungsbedingt etwa zwei Jahre zu keiner Länderspielnominierung. 1984 erlebte er seine erfolgreichste Saison und war während dieser Zeit auch in der Nationalmannschaft immer gesetzt.
Sein letztes Länderspiel absolvierte er am 22. Dezember 1984 gegen die Luxemburgische Nationalmannschaft. Insgesamt spielte er zehn Mal für die Türkische A-Nationalmannschaft und erzielte dabei drei Tore.

## Trainerkarriere
Soyak begann seine Trainerkarriere 1995 beim Istanbuler Drittligisten Fatih Karagümrük SK. Bereits nach drei Monaten trennte er sich von diesem Verein. Zur Saison 2000/01 übernahm er beim Drittligisten Tekirdağspor das Cheftraineramt. Auch bei diesem Verein trennte er sich nach drei Monaten vorzeitig. Im März des nächsten Jahres übernahm er den abstiegsbedrohten Verein Balıkesirspor. Zum Saisonende stieg er mit diesem Verein von der TFF 2. Lig in die regionale Amateurliga ab. Im März 2003 übernahm er den Istanbuler Viertligisten Tepecik Fıratpenspor. Auch bei diesem stark abstiegsbedrohten Verein misslang Soyak der Klassenerhalt. Im Sommer 2003 wurde er beim Drittligisten Üsküdar Anadolu 1908 SK zum Cheftrainer ernannt. Nachdem er hier mit seiner Mannschaft hinter den Erwartungen geblieben war, musste er den Klub im Oktober 2003 sein Amt verlassen. Die nachfolgenden Jahre betreute er eine Reihe von Dritt- und Viertligisten.

## Erfolge
Mit Trabzonspor
- Türkischer Meister: 1978/79, 1979/80, 1980/81, 1983/84
- Türkischer Pokalsieger: 1983/84
- Präsidenten-Pokalspieler: 1978/79, 1979/80, 1982/83
- Premierminister-Pokalsieger: 1984/85

Mit Galatasaray Istanbul
- Türkischer Meister: 1986/87

Mit Zeytinburnuspor
- Meister der TFF 1. Lig und Aufstieg in die Süper Lig: 1988/89